# Präsidentschafts- und Parlamentswahl in Peru 2021
Die Präsidentschafts- und Parlamentswahl in Peru 2021 fand am 11. April statt. Die Stichwahl der Präsidentenwahl wurde am 6. Juni durchgeführt.
Bei ihr wurden der Staatspräsident und die Mitglieder des Kongress gewählt.

## Hintergrund
Die Wahlen fanden im Schatten von Unruhen statt, die auf die Absetzung des Präsidenten Martín Vizcarra folgten. Grassierende Korruption, die COVID-19-Pandemie in Peru sowie die mit der Pandemie verbundene gravierende Wirtschaftskrise haben in dem Land zu massiver Verunsicherung und Unzufriedenheit geführt. Hinzu kommt ein stark fragmentiertes und schwaches Parteiensystem, das eine parlamentarische Mehrheitsbildung erschwert.

## Präsidentschaftswahl

### Kandidaten
Es wurden insgesamt 22 Kandidaten zur Wahl zugelassen. Mit Ausnahme von Verónika Mendoza von dem linksgrünen Parteienbündnis Juntos por el Perú und dem linkspopulistischen Kandidaten Pedro Castillo vertraten die meisten der anderen aussichtsreichen Kandidaten liberal-konservative bis rechtsextreme Positionen.

### Umfragen

#### Erste Runde
Der Ausgang der Wahl galt als völlig offen. Zunächst galt der ehemalige Fußballtorwart George Forsyth, der mit einem Mitte-rechts-Programm antrat, als aussichtsreich, verlor dann aber stetig an Zustimmung. Bei Umfragen Anfang April erreichte kein Kandidat mehr als 15 % Zustimmung. Nahezu gleichauf lagen der Mitte-Kandidat Yonhy Lescano sowie der liberale Hernando de Soto, die linke Verónika Mendoza, Ex-Fußballer George Forsyth, die rechtspopulistische Keiko Fujimori, die Tochter des Ex-Präsidenten Alberto Fujimori, sowie der rechtsradikale Rafael López Aliaga, der sich selbst als „Bolsonaro Perus“ bezeichnete. Ex-Präsident Ollanta Humala galt als chancenlos. Ein großer Teil der Wähler war eine Woche vor der Wahl noch unentschlossen.

#### Zweite Runde
In ersten Umfragen zur Stichwahl lag Pedro Castillo zum Teil deutlich vor Keiko Fujimori, sein Vorsprung in den Umfragen schrumpfte allerdings kontinuierlich, sodass der Ausgang der Stichwahl als offen angesehen wurde.
Bei einer Umfrage des Meinungsforschungsunternehmens Idice del Perú am 28. und 29. Mai 2021 erklärten 47,8 % der Befragten, für Keiko Fujimori stimmen zu wollen, und 43,9 % für Pedro Castillo. 6 % der Befragten gaben an, sich der Stimme enthalten zu wollen, und 2 % waren noch unentschlossen. Die Umfrage offenbarte große regionale Unterschiede der Präferenzen: Keiko Fujimori lag im Großraum Lima und in den anderen Städten entlang der Küste sowie in Nordperu vorn, Pedro Castillo hingegen in der Landesmitte und im Süden – dort mit großem bzw. mit sehr großem Vorsprung (58,7 % zu 31,5 % in der Landesmitte und 65,6 % zu 27,8 % im Süden) – sowie im Osten.

### Zusammenfassung der Ergebnisse
Wahlberechtigt waren 25.287.954 Bürger, von denen trotz Wahlpflicht nur 17.713.716 (≈ 70 %) zur Wahl gingen.
In der ersten Runde der Präsidentschaftswahl kam Pedro Castillo (für die marxistisch-leninistische Partei Perú Libre) mit 19,1 % überraschend auf die meisten Stimmen. Neben Castillo zog Keiko Fujimori, die Tochter des ehemaligen autokratischen Präsidenten Perus Alberto Fujimori, mit 13,4 % der Stimmen in die Stichwahl ein.
Da kein Kandidat mehr als 50 % der Stimmen auf sich vereinen konnte, entschied eine Stichwahl am 6. Juni 2021 über den Sieger der beiden bestplatzierten Kandidaten.
Erst am 15. Juni waren alle Stimmzettel ausgezählt. Castillo erhielt 50,13 % der Stimmen, Fujimori 49,87 %. Das offizielle Wahlergebnis konnte erst bekanntgegeben werden, nachdem die vom nationalen Wahlgericht (Jurado Nacional de Elecciones, JNE) veranlassten Nachzählungen erfolgt waren. Dessen Sprecher erklärte, dass dies bis zum 25. Juli geschehen sollte, damit das Land am 200. Jahrestag seiner Unabhängigkeitserklärung, dem 28. Juli 2021, nicht ohne Präsident ist. Am 19. Juli 2021 erklärte der Jurado Nacional de Elecciones schließlich Pedro Castillo zum Wahlsieger. Dass der Jurado Nacional de Elecciones derart lange zur Überprüfung des Wahlergebnisses brauchte, war von vielen Peruanern bemängelt worden.

### Ergebnis

Sitzverteilung im Kongress

| Kandidaten                                                             | Kandidaten          | Parteien                     | 1. Wahlgang | 1. Wahlgang | 2. Wahlgang | 2. Wahlgang |
| Kandidaten                                                             | Kandidaten          | Parteien                     | Stimmen     | %           | Stimmen     | %           |
| ---------------------------------------------------------------------- | ------------------- | ---------------------------- | ----------- | ----------- | ----------- | ----------- |
|                                                                        | Pedro Castillo      | Perú Libre                   | 2.724.752   | 18,9        | 8.836.380   | 50,1        |
|                                                                        | Keiko Fujimori      | Fuerza Popular               | 1.930.762   | 13,4        | 8.792.117   | 49,9        |
|                                                                        | Rafael López Aliaga | Renovación Popular           | 1.692.279   | 11,8        |             |             |
|                                                                        | Hernando de Soto    | Avanza País                  | 1.674.201   | 11,6        |             |             |
|                                                                        | Yonhy Lescano       | Acción Popular               | 1.306.288   | 9,1         |             |             |
|                                                                        | Verónika Mendoza    | Juntos por el Perú           | 1.132.577   | 7,9         |             |             |
|                                                                        | César Acuña         | Alianza para el Progreso     | 867.025     | 6,0         |             |             |
|                                                                        | George Forsyth      | Victoria Nacional            | 814.516     | 5,7         |             |             |
|                                                                        | Daniel Urresti      | Podemos Perú                 | 812.721     | 5,6         |             |             |
|                                                                        | Julio Guzmán        | Partido Morado               | 325.608     | 2,3         |             |             |
|                                                                        | Alberto Beingolea   | Partido Popular Cristiano    | 286.447     | 2,0         |             |             |
|                                                                        | Daniel Salaverry    | Somos Perú                   | 240.234     | 1,7         |             |             |
|                                                                        | Ollanta Humala      | Partido Nacionalista Peruano | 230.831     | 1,6         |             |             |
|                                                                        | José Vega           | Unión por el Perú            | 101.267     | 0,7         |             |             |
|                                                                        | Ciro Gálvez         | Renacimiento Unido Nacional  | 89.376      | 0,6         |             |             |
|                                                                        | Marco Arana         | Frente Amplio                | 65.300      | 0,5         |             |             |
|                                                                        | Rafael Santos       | Perú Patria Segura           | 55.644      | 0,4         |             |             |
|                                                                        | Andrés Alcántara    | Democracia Directa           | 50.802      | 0,4         |             |             |
| Gesamt                                                                 | Gesamt              | Gesamt                       | 14.400.630  | 100         | 17.628.497  | 100         |
|                                                                        |                     |                              |             |             |             |             |
| Ungültige Stimmen                                                      | Ungültige Stimmen   | Ungültige Stimmen            | 3.313.086   | 18,7        | 1.228.305   | 6,5         |
| Wähler                                                                 | Wähler              | Wähler                       | 17.713.716  | 70,0        | 18.856.802  | 74,6        |
| Wahlberechtigte                                                        | Wahlberechtigte     | Wahlberechtigte              | 25.287.954  |             | 25.287.954  |             |
|                                                                        |                     |                              |             |             |             |             |
| Quellen: ONPE, 1. Wahlgang (Proclamación) – 2. Wahlgang (Proclamación) |                     |                              |             |             |             |             |

## Parlamentswahl

### Wahlkreise
Die 24 Regionen Perus, die Provinz Lima, die Provinz Callao sowie die im Ausland lebenden Peruaner waren insgesamt acht Wahlkreisen zugeordnet, die keine geographisch zusammenhängende Gebiete bilden, die von ganz unterschiedlicher Größe sind und in denen dementsprechend unterschiedlich viele Parlamentssitze zu vergeben waren.
| Wahlkreise                                                                                             | Sitze |
| --- | ----- |
| Provinz Lima                                                                                           | 33    |
| Regionen La Libertad und Piura                                                                         | 7     |
| Regionen Arequipa und Cajamarca                                                                        | 6     |
| Regionen Ancash, Cusco, Junín, Lambayeque und Puno                                                     | 5     |
| Provinz Callao, Regionen Lima, Ica, Loreto und San Martín                                              | 4     |
| Regionen Ayacucho, Huánuco und Ucayali                                                                 | 3     |
| Regionen Amazonas, Apurímac, Huancavelica, Moquegua, Pasco, Tacna und Tumbes sowie Peruaner im Ausland | 2     |
| Region Madre de Dios                                                                                   | 1     |

### Zusammenfassung der Ergebnisse
An den Wahlen für den Kongress nahmen insgesamt 20 Parteien teil.
10 der 20 angetretenen Parteien überwanden die Wahlhürde von 5 % der Stimmen und zogen in den Kongress ein.

### Ergebnis
| Listen            | Listen                           | Stimmen    | %    | Mandate |
| ----------------- | -------------------------------- | ---------- | ---- | ------- |
|                   | Perú Libre                       | 1.724.303  | 13,4 | 37      |
|                   | Fuerza Popular                   | 1.457.640  | 11,3 | 24      |
|                   | Renovación Popular               | 1.199.663  | 9,3  | 13      |
|                   | Acción Popular                   | 1.159.707  | 9,0  | 16      |
|                   | Alianza para el Progreso         | 969.699    | 7,5  | 15      |
|                   | Avanza País                      | 969.059    | 7,5  | 7       |
|                   | Juntos por el Perú               | 847.570    | 6,6  | 5       |
|                   | Somos Perú                       | 788.488    | 6,1  | 5       |
|                   | Podemos Perú                     | 750.238    | 5,8  | 5       |
|                   | Partido Morado                   | 697.289    | 5,4  | 3       |
|                   | Victoria Nacional                | 638.264    | 5,0  | –       |
|                   | Frente Popular Agrícola del Perú | 588.999    | 4,6  | –       |
|                   | Unión por el Perú                | 266.341    | 2,1  | –       |
|                   | Partido Popular Cristiano        | 212.811    | 1,7  | –       |
|                   | Partido Nacionalista Peruano     | 195.536    | 1,5  | –       |
|                   | Frente Amplio                    | 135.103    | 1,1  | –       |
|                   | Democracia Directa               | 100.032    | 0,8  | –       |
|                   | Renacimiento Unido Nacional      | 97.538     | 0,8  | –       |
|                   | Perú Patria Segura               | 54.853     | 0,4  | –       |
|                   | Contigo                          | 5.787      | 0,0  | –       |
| Gesamt            | Gesamt                           | 12.858.920 | 100  | 130     |
|                   |                                  |            |      |         |
| Ungültige Stimmen | Ungültige Stimmen                | 4.863.811  | 27,4 |         |
| Wähler            | Wähler                           | 17.722.731 | 70,1 |         |
| Wahlberechtigte   | Wahlberechtigte                  | 25.287.954 |      |         |
|                   |                                  |            |      |         |
| Quelle: ONPE      |                                  |            |      |         |